# Kurtziella powelli
Kurtziella powelli is een slakkensoort uit de familie van de Mangeliidae. De wetenschappelijke naam van de soort is voor het eerst geldig gepubliceerd in 1971 door Shasky.